# Sonja Edström-Ruthström
Sonja Viola Edström-Ruthström, 1960 előtt Edström (Luleå, 1930. december 18. – 2020. október 15.) olimpiai aranyérmes svéd sífutó.

## Pályafutása
1952 és 1960 között három olimpián vett részt. Az 1952-es oslói olimpián 10 km-es sífutásban a 11. helyen végzett. Az 1954-es faluni világbajnokságon bronzérmes lett társaival 3 × 5 km-es váltóban.
Az 1956-os Cortina d’Ampezzó-i olimpián bronzérmet szerzett sífutásban és 3 × 5 km-es váltóban. Az 1958-as lahti világbajnokságon ismét bronzérmet szerzett a váltó tagjaként. Utolsó olimpiáján az 1960-as Squaw Valley-i versenyen sífutásban az ötödik helyen végzett, de 3 × 5 km-es váltóban Irma Johanssonnal és Britt Strandberggel olimpiai bajnok lett.

## Sikerei, díjai
- Olimpiai játékok
  - aranyérmes: 1960, Squaw Valley (3 × 5 km-es váltó)
  - bronzérmes (2): 1956, Cortina d’Ampezzo (sífutás), 1956, Cortina d’Ampezzo (3 × 5 km-es váltó)
- Világbajnokság – 3 × 5 km-es váltó
  - bronzérmes (2): 1954, 1958,